# Itaquiraí
Itaquiraí är en kommun i Brasilien.   Den ligger i delstaten Mato Grosso do Sul, i den södra delen av landet, 1 100 km sydväst om huvudstaden Brasília. Antalet invånare är 18 618.
Trakten runt Itaquiraí består i huvudsak av gräsmarker. Runt Itaquiraí är det glesbefolkat, med 8 invånare per kvadratkilometer.